# Жилинский, Дмитрий Дмитриевич
Дми́трий Дмитриевич Жили́нский (25 мая 1927[…], Волковка, Северо-Кавказский край — 29 июля 2015, Москва) — советский, затем российский живописец и график, представитель московского академизма послевоенной эпохи, педагог. Действительный член Академии художеств СССР — Российской академии художеств (с 1988; член-корреспондент с 1978) и Российской академии образования (1993), член Союза художников СССР (с 1954). Народный художник РСФСР (1987). Лауреат Государственной премии РСФСР им. И. Е. Репина (1985) и Государственной премии РФ (1999).

## Биография
В 1944—1946 годах учился в Московском институте прикладного и декоративного искусства. В 1951 году окончил МГАХИ имени В. И. Сурикова. Учился у Н. М. Чернышёва, С. А. Чуйкова, П. Д. Корина, А. М. Грицая и В. Н. Яковлева.
Преподавал в МГХИ (1951—1973, профессор с 1968) и Московском полиграфическом институте (с 1974); среди учеников живописцы Т. Г. Назаренко и Н. И. Нестерова.
Автор многочисленных сюжетных полотен, картин-портретов, в которых новаторски переосмыслены традиции древнерусской иконописи и живописи раннего Возрождения. Принадлежит к поколению художников «сурового стиля», но стилистически стоит особняком.
Среди наиболее значимых картин: «У моря. Семья» (1964, ГТГ), «Гимнасты СССР» (1964, ГРМ), «Под старой яблоней» (1969, ГРМ), «Воскресный день» (1973, ГТГ), триптих «1937 год» (1986—1987, ГТГ).

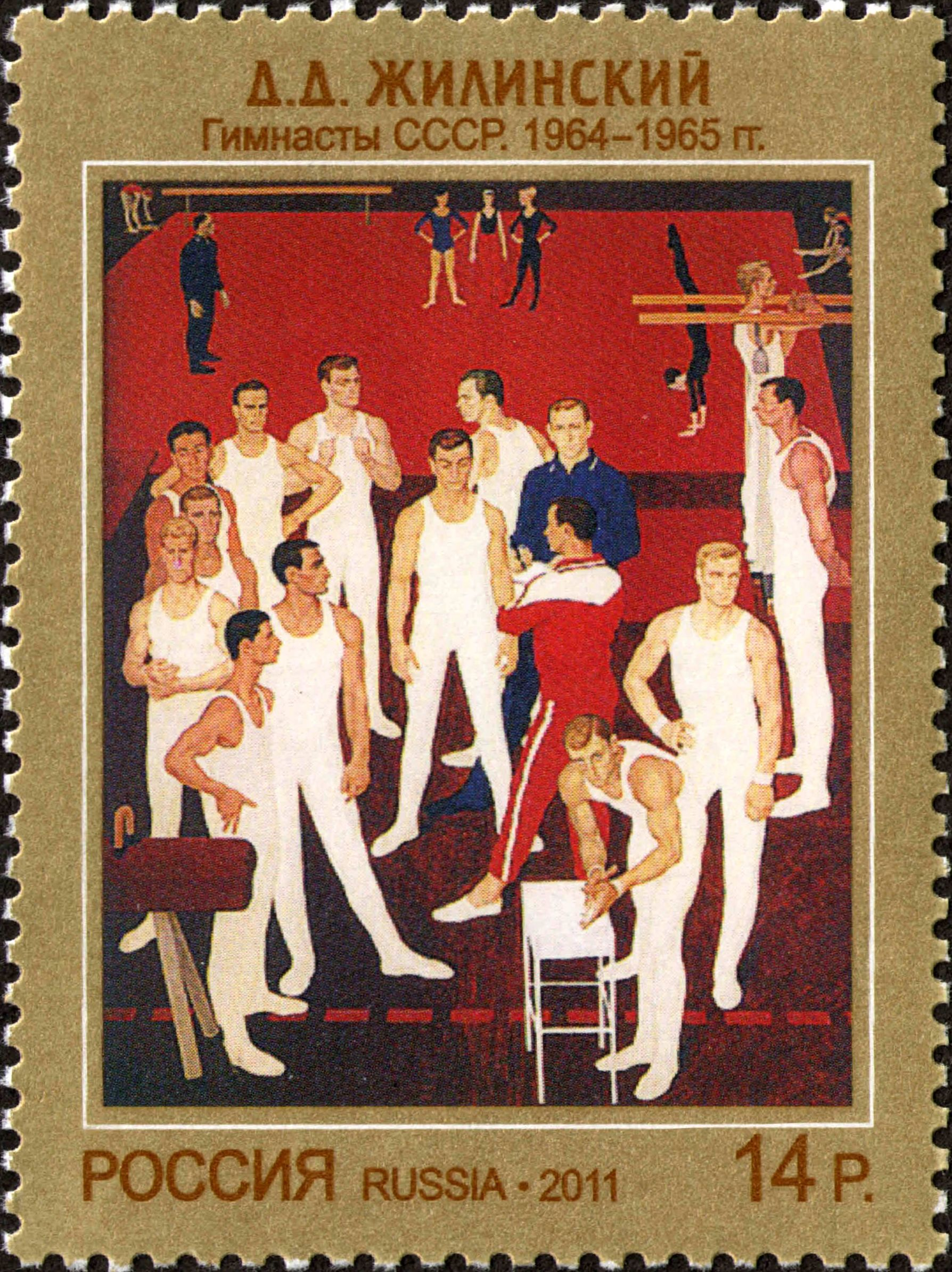
Д. Д. Жилинский. Гимнасты СССР. х. м. 1964 г. Почтовая марка России, 2011 г.,

К 80-летию живописца в стенах Третьяковской галереи (ГТГ) была устроена выставка, на которую были собраны его работы из различных музеев бывшего СССР. Несколько полотен художника находятся в постоянной экспозиции ГТГ. Произведения Жилинского развернуто представлены в Институте русского реалистического искусства (ИРРИ). В числе прочих в собрании ИРРИ находится большой групповой портрет «Весна Художественного театра» (1988). В июле 2011 года персональная выставка художника прошла в Выставочном зале журнала «Наше наследие».
Дмитрий Жилинский был членом Правления и Президиума Московской организации Союза художников РСФСР, Правления Союза художников РСФСР и Союза художников СССР, членом редколлегии журналов «Творчество» и «Юный художник».
Подписал обращение деятелей культуры Российской Федерации в поддержку политики президента РФ В. В. Путина на Украине и в Крыму (11 марта 2014 года).
Супруга — скульптор Нина Ивановна Жилинская (1926—1995).
Похоронен на Троекуровском кладбище.

## Оценки
«Коммерсантъ» о выставке в ГРМ (2012):

…Дмитрий Дмитриевич Жилинский ни разу не политический художник. Он, может быть, самый последовательный в советском искусстве певец человека творческого труда. Пианисты, дирижёры, скрипачи, художники, скульпторы, писатели — не портретная галерея, а какой-то гимн советской интеллигенции. И даже гимнасты на его самой знаменитой картине середины 1960-х годов выглядят так, будто только на миг, ради заботы о красоте тела, отложили книги и перья, которыми они лакировали свои души. У Жилинского над людьми искусства всегда парит ангел с трубой славы, сами герои глядят не на вас, а прямо в вечность, спины их прямы, а глаза бездонны. Это не реалистические портреты, это явно «портреты души». Так прекрасный именно в своей некрасивости Святослав Рихтер у Жилинского предстает чуть ли не Цезарем, голубые (а они у него как будто действительно были голубыми) глаза Пушкина распахнуты миру, как у Алёнки с одноимённой шоколадки, а сам художник на своих автопортретах то как Геракл с убиенным зверем на руках, то как луврский Малатеста с портрета Пьеро делла Франчески. Все классические ассоциации к искусству Жилинского не случайны. Оно чрезвычайно цитатно — тут и Курбе, и Энгр, и русская иконопись, и ранний Ренессанс. Недаром и большинство работ Жилинского написано не маслом, а темперой — техника сложная, трудоемкая, зато каждым мазком своим напрямую отсылающая к великим предшественникам.

## Награды и премии
- Орден «За заслуги перед Отечеством» IV степени (8 июня 2012) — за большие заслуги в развитии отечественной культуры и искусства, многолетнюю плодотворную деятельность[7]
- Орден Дружбы народов (21 марта 1994) — за большой вклад в развитие изобразительного искусства, укрепление международных культурных связей и плодотворную педагогическую деятельность[8]
- Народный художник РСФСР (1987)
- Заслуженный деятель искусств РСФСР (1983)
- Государственная премия РСФСР имени И. Е. Репина (1985) — за картину «Ожидание» (1978)
- Государственная премия Российской Федерации (1999) — за произведения с юбилейной выставки «Дом Жилинских» (1998, РАХ)
- Серебряная медаль АХ СССР (1966) — за картину «Гимнасты СССР» (1964—1965)

_{Сочинский художественный музей имени Дмитрия Жилинского}

## Память
- 19 ноября 2019 года Сочинскому художественному музею присвоили имя Дмитрия Жилинского[9].